# Forêts humides de l'Atsinanana
Les forêts humides de l’Atsinanana à Madagascar couvrent six parcs nationaux sur la partie orientale de l’île. Ces forêts anciennes racontent l’histoire géologique de l’île, sa séparation d’avec les autres continents, il y a plus de 60 millions d’années. Elles sont inscrites sur la liste du patrimoine mondial de l’UNESCO pour leur biodiversité et les espèces menacées qui y vivent, tel que les lémuriens. Elle est aussi inscrite sur la liste du patrimoine mondial en péril de l'UNESCO de 2010 à 2025.

## Les parcs
- Le parc national d'Andohahela, 76 020 ha dans le sud-est de l'île, constitué par de la forêt tropicale dense et une forêt épineuse typique de l’île.
- Le parc national d'Andringitra, 31 160 ha dans le sud-est de l'île, constitué par de hautes montagnes, dont la plus haute culmine à 2 658 m, et de profondes vallées. La forêt est dite « tropicale de basse altitude » (forêts d'épineux, orchidées, 300 espèces de plantes vasculaires, fleurs sauvages). On y trouve plus de cent espèces d'oiseaux, 55 espèces d'anoures et treize espèces de lémuriens.
- Le parc national de Marojejy, considéré comme l'un des plus beaux parcs de Madagascar, est représenté par une forêt tropicale et de la végétation de bosquets de montagne et de bruyères. Soixante espèces d'anoures et 116 mammifères y ont été répertoriés.
- Le parc national de Masoala regroupe 210 000 ha de forêts tropicales de mi-altitude et 100 000 ha d'espace marin. Ses forêts regroupent la moitié de la biodiversité de l’île avec des lémuriens, dont le Maki vari roux, des oiseaux comme l'Eurycère de Prévost, Serpentaire de Madagascar et l'effraie de Soumagne, des plantes du genre Masoala, des chauve-souris frugivores.
- Le parc national de Ranomafana, 41 000 ha, est l'un des parcs les plus réputés et les plus importants de l’île. Créé en 1991 après la découverte de l'Hapalémur doré (lémurien au bambou d'or) en 1986. Ranomafana est le modèle des parcs plus récents. On y trouve 114 espèces des oiseaux et douze espèces de lémuriens.
- Le parc national de Zahamena, 64 000 ha, héberge treize espèces de lémuriens.